# Mikrolit
Mikrolit je ime za minijaturno oruđe napravljeno od kamena, koje su izrađivale kulture koje su živile u mezolitiku.
Tendencija mikrolitizacije oruđa je izražena krajem mlađeg paleolita i u mezolitu. 